# Катастрофа A320 в Тегусигальпе
Катастрофа A320 в Тегусигальпе — авиационная катастрофа, произошедшая 30 мая 2008 года. Авиалайнер Airbus А320-233 авиакомпании TACA выполнял плановый рейс TA390 по маршруту Сан-Сальвадор—Тегусигальпа—Сан-Педро-Сула—Майами, но после посадки в Тегусигальпе выкатился за пределы взлётной полосы аэропорта Тегусигальпы и рухнул на дорогу. В катастрофе погибли 5 человек — 3 человека на борту самолёта из 124 (118 пассажиров и 6 членов экипажа) и 2 человека на земле.

## Самолёт
Airbus A320-233 (регистрационный номер EI-TAF, серийный 1374) был выпущен в 2000 году (первый полёт совершил 29 ноября под тестовым б/н F-WWIM). 30 января 2001 года был передан авиакомпании TACA, в которой изначально получил бортовой номер N465TA; 24 марта (по другим данным — 15 апреля) 2006 года был перерегистрирован и его б/н сменился на EI-TAF. Сдавался в лизинг авиакомпаниям Cubana de Aviación (с июля по сентябрь 2001 года) и Martinair (с 1 мая 2007 года по 1 марта 2008 года). Оснащён двумя турбовентиляторными двигателями International Aero Engines V2527-A5. На день катастрофы совершил 9992 цикла «взлёт-посадка» и налетал 21 957 часов.

## Экипаж и пассажиры
Состав экипажа рейса TA390 был таким:
- Командир воздушного судна (КВС) — 40-летний Чезаре Эдуардо Д'Антонио Менья (исп. Cesare Edoardo D'Antonio Mena), сальвадорец. Налетал 11 899 часов, 8514 из них на Airbus А320.
- Второй пилот — 26-летний Хуан Родолфо Артеро Аревало (исп. Juan Rodolfo Artero Arevalo), гондурасец. Налетал 1607 часов, 250 из них на Airbus А320.

Оба пилота ранее имели опыт посадки в аэропорту Тонконтин (КВС — 52 раза, второй пилот — 5 раз).
В салоне самолёта работали четверо бортпроводников:
- Линет Хирон (исп. Lineth Girón),
- Хосе Барраса (исп. José Barraza),
- Хершел Доунс (исп. Herchel Downs),
- Мария Сальгадо (исп. María Salgado).

| Гражданство людей на борту | Гражданство людей на борту | Гражданство людей на борту | Гражданство людей на борту |
| Гражданство                | Пассажиры                  | Экипаж                     | Всего                      |
| -------------------------- | -------------------------- | -------------------------- | -------------------------- |
| Гондурас                   | 60                         | 5                          | 65                         |
| Коста-Рика                 | 9                          | 0                          | 9                          |
| Аргентина                  | 8                          | 0                          | 8                          |
| Гватемала                  | 7                          | 0                          | 7                          |
| США                        | 5                          | 0                          | 5                          |
| Никарагуа                  | 3                          | 0                          | 3                          |
| Сальвадор                  | 3                          | 1                          | 4                          |
| Мексика                    | 3                          | 0                          | 3                          |
| Бразилия                   | 2                          | 0                          | 2                          |
| Канада                     | 2                          | 0                          | 2                          |
| Колумбия                   | 2                          | 0                          | 2                          |
| Испания                    | 1                          | 0                          | 1                          |
| Грузия                     | 1                          | 0                          | 1                          |
| Германия                   | 1                          | 0                          | 1                          |
| Италия                     | 1                          | 0                          | 1                          |
| Уругвай                    | 1                          | 0                          | 1                          |
| Не указано                 | 9                          | 0                          | 9                          |
| Всего                      | 118                        | 6                          | 124                        |

Всего на борту самолёта находились 124 человека — 6 членов экипажа и 118 пассажиров (среди них были 5 бортпроводников авиакомпании TACA, которые летели как служебные пассажиры).

## Хронология событий

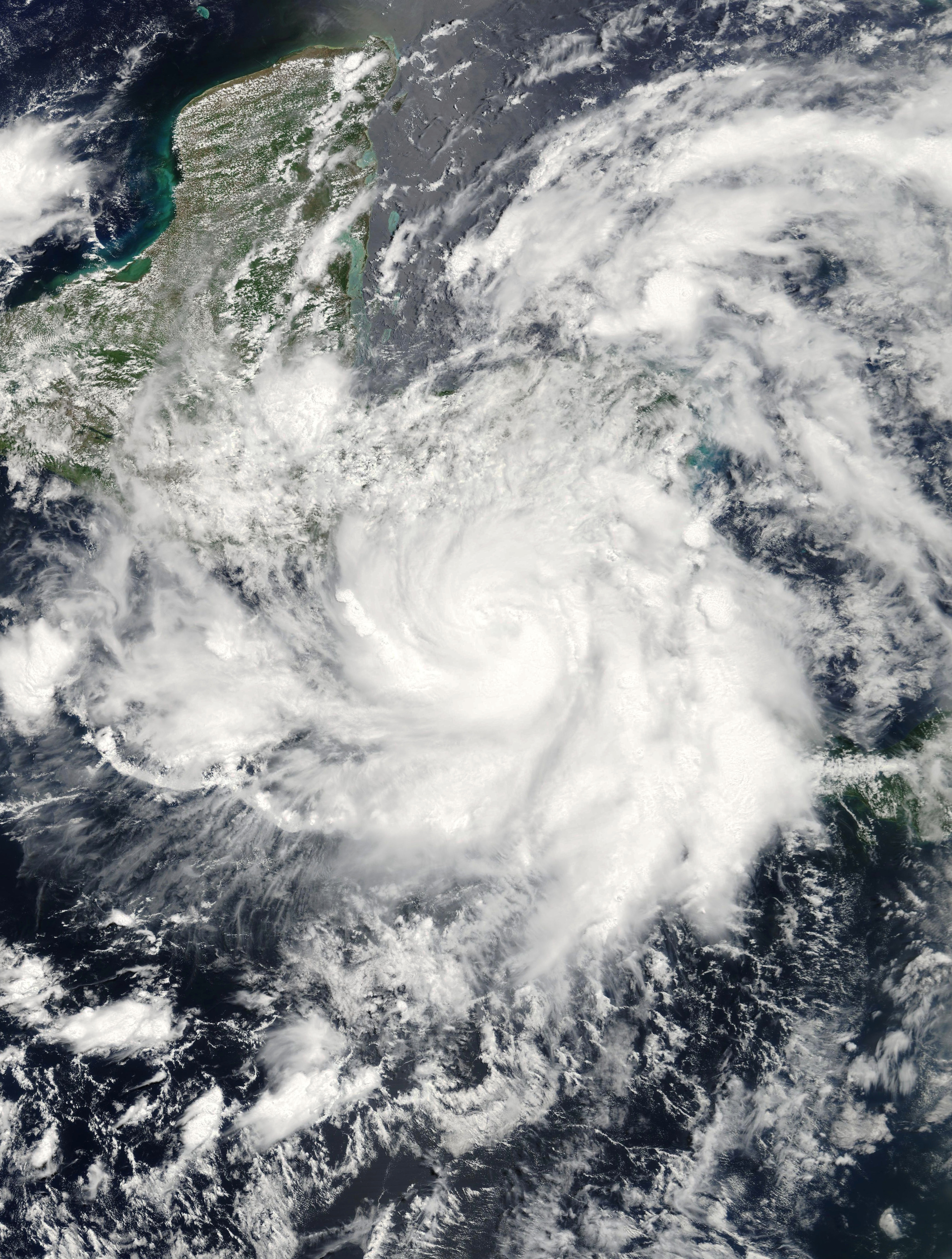
Шторм «Альма»

Рейс TA390 вылетел из Сан-Сальвадора около 09:05 по местному времени. В этот период через Тегусигальпу проходил тропический шторм «Альма» — все ВПП аэропорта Тонконтин были мокрыми, некоторые очевидцы впоследствии сообщали о тумане.
Рейс 390 приземлился на ВПП №02 аэропорта Тонконтин в штатном режиме около 09:40, но затем выкатился за её пределы и, упав с 20-метровой насыпи на автомобильную дорогу, врезался в проезжавшие по ней 3 автомобиля и разрушился на три части. Из разорванного топливного бака вытекло авиатопливо, загорелся двигатель №1 (левый). Прибывшим на место пожарным удалось локализовать возгорание и предотвратить распространение огня.
На борту самолёта погибли 3 человека — 1 член экипажа (КВС) и 2 пассажира (гражданка Бразилии Жанна Ш. Нил (порт. Jeanne Ch. Neele), жена посла Бразилии в Гондурасе и гражданин Никарагуа Гарри Браутигэм, президент Центральноамериканского банка экономической интеграции). Ранения получили 65 человек; по данным авиакомпании, 54 из них были госпитализированы. Самые серьёзные ранения получили пассажиры бизнес-класса, в том числе посол Бразилии в Гондурасе Брайан М. Ф. Нил (порт. Brian M. F. Neele) и бывший глава Вооружённых сил Гондураса. Также на земле погибли 2 человека, находившиеся в разбитых автомобилях (в том числе водитель такси).

## Расследование
В отчёте Управления гражданской авиации Сальвадора (AAC) указывалось, что самолёт приземлился с сильным попутным ветром в 400 метрах от конца взлётно-посадочной полосы. Так как это была первая промежуточная остановка на длинном рейсе, вес самолёта практически был практически максимально допустимым (63,5 тонны против 64,5 тонн максимально допустимого). Кроме того, взлётно-посадочная полоса №02 была мокрой из-за прохождения тропического шторма «Альма».
AAC пришло к выводу, что причиной катастрофы рейса TA390 стало неправильное решение экипажа продолжить посадку, несмотря на то, что пилоты не оценили состояние взлётной полосы и скорость самолёта.